# Placidochromis koningsi
Placidochromis koningsi är en fiskart som beskrevs av Mark Hanssens 2004. Placidochromis koningsi ingår i släktet Placidochromis och familjen Cichlidae. Inga underarter finns listade i Catalogue of Life.